# Сан-Бісенс-да-Мунтал
Сан-Біс́енс-да-Мунт́ал (кат. Sant Vicenç de Montalt) - місто, розташоване в Автономній області Каталонія в Іспанії. 
Знаходиться у районі (кумарці) Маресма провінції Барселона, згідно з новою адміністративною реформою перебуватиме у складі баґарії Барселона.

## Населення
Населення міста (у 2007 р.) становить 5 267 осіб (з них менше 14 років - 21,9%, від 15 до 64 - 67,5%, понад 65 років - 
10,5%). У 2006 р. народжуваність склала 73 осіб, смертність - 37 осіб, кількість одружень - 25
(у 2006 р.). У 2001 р. активне населення становило 2.036 осіб, з них безробітних - 173 осіб. 

Серед осіб, які проживали на території міста у 2001 р., 2.984 осіб народилися в Каталонії (з них
1.119 осіб у тому самому районі, або кумарці), 631 осіб приїхало з інших областей Іспанії, а 232 осіб приїхало з-за кордону. 

Університетську освіту має 23,7
% усього населення. 

У 2001 р. нараховувалося 1.392 домогосподарств (з них 20% складалися з однієї особи, 27,2% з двох осіб,
22,3% з 3 осіб, 21,5% з 4 осіб, 6,3% з 5 осіб, 1,8
% з 6 осіб, 0,6% з 7 осіб, 0,3% з 8 осіб і 0% з 9 і більше осіб).

Активне населення міста у 2001 р. працювало у таких сферах діяльності : у сільському господорстві - 2,1%, у промисловості - 21,9%, на будівництві - 7,9% і у сфері обслуговування -
68,1%. 

 У муніципалітеті або у власному районі (кумарці) працює 1.020 осіб, поза районом - 1.257 осіб. 

### Безробіття
У 2007 р. нараховувалося 143 безробітних (у 2006 р. - 144 безробітних), з них чоловіки становили 34,3%, а жінки -
65,7%.

## Економіка

### Підприємства міста

#### Промислові підприємства
| \| Промислові підприємства міста, за сферою діяльності \| Промислові підприємства міста, за сферою діяльності \| Промислові підприємства міста, за сферою діяльності \| \| Рік \| 2002 р. \| 2001 р. \| \| --------------------------------------------------- \| --------------------------------------------------- \| --------------------------------------------------- \| \| Енергетичні та водні ресурси \| 2,6% \| 2,4% \| \| Хімія та метали \| 5,1% \| 2,4% \| \| Переробка металів \| 17,9% \| 21,4% \| \| Продукти харчування \| 2,6% \| 2,4% \| \| Текстиль \| 48,7% \| 47,6% \| \| Виробництво меблів, видання \| 17,9% \| 19,0% \| \| Інше \| 5,1% \| 4,8% \| \| Усього підприємств \| 39 \| 42 \| |         |         |
| Промислові підприємства міста, за сферою діяльності |         |         |
| Рік | 2002 р. | 2001 р. |
| Енергетичні та водні ресурси | 2,6%    | 2,4%    |
| Хімія та метали | 5,1%    | 2,4%    |
| Переробка металів | 17,9%   | 21,4%   |
| Продукти харчування | 2,6%    | 2,4%    |
| Текстиль | 48,7%   | 47,6%   |
| Виробництво меблів, видання | 17,9%   | 19,0%   |
| Інше | 5,1%    | 4,8%    |
| Усього підприємств | 39      | 42      |

#### Роздрібна торгівля
| \| Підприємства роздрібної торгівлі міста, за сферою діяльності \| Підприємства роздрібної торгівлі міста, за сферою діяльності \| Підприємства роздрібної торгівлі міста, за сферою діяльності \| \| Рік \| 2002 р. \| 2001 р. \| \| ------------------------------------------------------------ \| ------------------------------------------------------------ \| ------------------------------------------------------------ \| \| Продукти харчування \| 33,3% \| 29,5% \| \| Одяг та взуття \| 13,3% \| 13,6% \| \| Товари для дому \| 0,0% \| 0,0% \| \| Книги та періодичні видання \| 4,4% \| 4,5% \| \| Промислова хімічна продукція \| 8,9% \| 11,4% \| \| Продукція, пов'язана з транспортними засобами \| 8,9% \| 9,1% \| \| Інше \| 31,1% \| 31,8% \| \| Усього підприємств \| 45 \| 44 \| |         |         |
| Підприємства роздрібної торгівлі міста, за сферою діяльності |         |         |
| Рік | 2002 р. | 2001 р. |
| Продукти харчування | 33,3%   | 29,5%   |
| Одяг та взуття | 13,3%   | 13,6%   |
| Товари для дому | 0,0%    | 0,0%    |
| Книги та періодичні видання | 4,4%    | 4,5%    |
| Промислова хімічна продукція | 8,9%    | 11,4%   |
| Продукція, пов'язана з транспортними засобами | 8,9%    | 9,1%    |
| Інше | 31,1%   | 31,8%   |
| Усього підприємств | 45      | 44      |

#### Сфера послуг
| \| Підприємства міста, що працюють у сфері послуг, за діяльністю \| Підприємства міста, що працюють у сфері послуг, за діяльністю \| Підприємства міста, що працюють у сфері послуг, за діяльністю \| \| Рік \| 2002 р. \| 2001 р. \| \| ------------------------------------------------------------- \| ------------------------------------------------------------- \| ------------------------------------------------------------- \| \| Гуртова торгівля \| 15,8% \| 16,7% \| \| Готелі та готельний бізнес \| 14,1% \| 14,6% \| \| Транспорт та зв'язок \| 10,2% \| 10,4% \| \| Посередницькі фінансові послуги \| 2,3% \| 2,8% \| \| Послуги підприємствам \| 11,3% \| 10,4% \| \| Послуги фізичним особам \| 23,7% \| 25,0% \| \| Нерухомість та ін. \| 22,6% \| 20,1% \| \| Усього підприємств \| 177 \| 144 \| |         |         |
| Підприємства міста, що працюють у сфері послуг, за діяльністю |         |         |
| Рік | 2002 р. | 2001 р. |
| Гуртова торгівля | 15,8%   | 16,7%   |
| Готелі та готельний бізнес | 14,1%   | 14,6%   |
| Транспорт та зв'язок | 10,2%   | 10,4%   |
| Посередницькі фінансові послуги | 2,3%    | 2,8%    |
| Послуги підприємствам | 11,3%   | 10,4%   |
| Послуги фізичним особам | 23,7%   | 25,0%   |
| Нерухомість та ін. | 22,6%   | 20,1%   |
| Усього підприємств | 177     | 144     |

## Житловий фонд
У 2001 р. 2,2% усіх родин (домогосподарств) мали житло метражем до 59 м², 15,6% - від 60 до 89 м², 33,2% - від 90 до 119 м² і
49% - понад 120 м².

З усіх будівель у 2001 р. 12% було одноповерховими, 78,4% - двоповерховими, 5,9
% - триповерховими, 0,6% - чотириповерховими, 0,9% - п'ятиповерховими, 0,6% - шестиповерховими,
0,5% - семиповерховими, 1,1% - з вісьмома та більше поверхами.

## Автопарк
| \| Автомобілі, зареєстровані у місті, за призначенням \| Автомобілі, зареєстровані у місті, за призначенням \| Автомобілі, зареєстровані у місті, за призначенням \| \| Рік \| 2006 р. \| 2005 р. \| \| -------------------------------------------------- \| -------------------------------------------------- \| -------------------------------------------------- \| \| Приватні автомобілі \| 65,9% \| 67,4% \| \| Мотоцикли \| 15,7% \| 15,2% \| \| Вантажівки \| 15,4% \| 14,5% \| \| Трактори \| 0,3% \| 0,2% \| \| Автобуси та ін. \| 2,7% \| 2,6% \| \| Усього автомобілів \| 3.528 шт. \| 3.407 шт. \| |           |           |
| Автомобілі, зареєстровані у місті, за призначенням |           |           |
| Рік | 2006 р.   | 2005 р.   |
| Приватні автомобілі | 65,9%     | 67,4%     |
| Мотоцикли | 15,7%     | 15,2%     |
| Вантажівки | 15,4%     | 14,5%     |
| Трактори | 0,3%      | 0,2%      |
| Автобуси та ін. | 2,7%      | 2,6%      |
| Усього автомобілів | 3.528 шт. | 3.407 шт. |

## Вживання каталанської мови
У 2001 р. каталанську мову у місті розуміли 97,7% усього населення (у 1996 р. - 98,8%), вміли говорити нею 87,3% (у 1996 р. - 
90,3%), вміли читати 85,7% (у 1996 р. - 86,9%), вміли писати 62,8
% (у 1996 р. - 54,9%). Не розуміли каталанської мови 2,3%.

## Політичні уподобання
У виборах до Парламенту Каталонії у 2006 р. взяло участь 2.258 осіб (у 2003 р. - 2.245 осіб). Голоси за політичні сили розподілилися таким чином:
| \| Вибори до Парламенту Каталонії \| Вибори до Парламенту Каталонії \| Вибори до Парламенту Каталонії \| \| Рік \| 2006 р. \| 2003 р. \| \| -------------------------------------- \| ------------------------------ \| ------------------------------ \| \| Конвергенція та Єднання (CiU) \| 43,3% \| 42% \| \| Соціалістична партія Каталонії (PSC) \| 14,8% \| 19,3% \| \| Народна партія (PP) \| 11,1% \| 14,5% \| \| Ініціатива за зелену Каталонію (IC) \| 8,5% \| 5,3% \| \| Республіканська лівиця Каталонії (ERC) \| 15,0% \| 18,1% \| \| Громадянська партія (C's) \| 4,8% \| 0,0% \| \| Інші \| 2,6% \| 0,9% \| |         |         |
| Вибори до Парламенту Каталонії |         |         |
| Рік | 2006 р. | 2003 р. |
| Конвергенція та Єднання (CiU) | 43,3%   | 42%     |
| Соціалістична партія Каталонії (PSC) | 14,8%   | 19,3%   |
| Народна партія (PP) | 11,1%   | 14,5%   |
| Ініціатива за зелену Каталонію (IC) | 8,5%    | 5,3%    |
| Республіканська лівиця Каталонії (ERC) | 15,0%   | 18,1%   |
| Громадянська партія (C's) | 4,8%    | 0,0%    |
| Інші | 2,6%    | 0,9%    |

У муніципальних виборах у 2007 р. взяло участь 2.015 осіб (у 2003 р. - 2.029 осіб). Голоси за політичні сили розподілилися таким чином:
| \| Муніципальні вибори \| Муніципальні вибори \| Муніципальні вибори \| \| Рік \| 2007 р. \| 2003 р. \| \| -------------------------------------- \| ------------------- \| ------------------- \| \| Конвергенція та Єднання (CiU) \| 33,2% \| 34,5% \| \| Соціалістична партія Каталонії (PSC) \| 21,6% \| 23,8% \| \| Народна партія (PP) \| 9,0% \| 11,4% \| \| Ініціатива за зелену Каталонію (IC) \| 7,5% \| 16,4% \| \| Республіканська лівиця Каталонії (ERC) \| 13,7% \| 14,0% \| \| Громадянська партія (C's) \| 0,0% \| 0,0% \| \| Інші \| 15,0% \| 0,0% \| |         |         |
| Муніципальні вибори |         |         |
| Рік | 2007 р. | 2003 р. |
| Конвергенція та Єднання (CiU) | 33,2%   | 34,5%   |
| Соціалістична партія Каталонії (PSC) | 21,6%   | 23,8%   |
| Народна партія (PP) | 9,0%    | 11,4%   |
| Ініціатива за зелену Каталонію (IC) | 7,5%    | 16,4%   |
| Республіканська лівиця Каталонії (ERC) | 13,7%   | 14,0%   |
| Громадянська партія (C's) | 0,0%    | 0,0%    |
| Інші | 15,0%   | 0,0%    |